# Стрижова, Людмила Ивановна
Людмила Ивановна Стрижова (14 октября 1949 — 18 февраля 2012) — советская и российская актриса театральная актриса, народная артистка России (2006), актриса Иркутского театра юного зрителя.

## Биография
В 1973 г. окончила Иркутское театральное училище. С 1974 г. актриса Иркутского ТЮЗа с 1974 года (с перерывами — работала в театрах Семипалатинска и Новокузнецка).
Наиболее заметная работа — Дарьи в «Прощании с Матёрой» (2003 г.). В 2004 г. ей была вручена премия губернатора Иркутской области. На III Международном форуме «Золотой Витязь» актриса удостоена Золотого диплома «За лучшую женскую роль» в спектакле «Трибунал» (г. Минск, 2005 г.). Преподавала в Иркутском театральном училище
Заслуженная артистка РФ (1997). Народная артистка РФ (2006).
Супруг — Александр Валерьянович Ищенко (1939—2014), режиссёр Иркутского областного драматического театра, заслуженный деятель искусств России.

## Театральные работы
- Мать («Коварство и любовь» Ф. Шиллера)
- Госпожа Пернель («Тартюф» Ж.-Б. Мольера)
- Простакова («Недоросль» Д. Фонвизина)
- Хороших («Прошлым летом в Чулимске» А. Вампилова)
- Баба Яга («До третьих петухов» В. Шукшина)
- Анна («Последний срок» В. Распутина)
- Мисс Минчин («Принцесса Кру» Ф. Бернетт)
- Завлит («Дорогой Саша» В. Жемчужникова)
- Баба Шура («Любовь и голуби» В. Гуркина)
- Наина («Руслан и Людмила» А. Пушкина)
- Миссис Сэвидж («Странная миссис Сэвидж» Д. Патрика)
- Мать Тиль, Бабушка Тиль («Синяя птица» М. Метерлинка)
- Мать («Точка зрения» В. Шукшина)
- Дарья («Прощание с Матёрой» В. Распутина)
- Саввишна («Эшелон» М. Рощина)
- Полина («Трибунал» А. Макаёнка)
- Манефа («На всякого мудреца…» А. Островского)
- Старая Зайчиха («Зайка-Зазнайка» С. Михалкова)
- Вдова Кони («Оливер!» Л. Барта)
- Лида («Кадриль» В. Гуркина)
- Дворничиха («Незнакомка» Ю. Клепикова)
- Мерчуткина Настасья Фёдоровна («Юбилей и другие шутки Антоши Чехонте» А. Чехова)
- Майра Меннерс, Рыбацкая жена («Алые паруса» по пьесе Павла Морозова «Ассоль»)